# Gummibärchen küßt man nicht
Gummibärchen küßt man nicht è un film tedesco del 1989 diretto da Walter Bannert.
Prodotto in Germania Ovest, è un film commedia con Christopher Mitchum, Draco Rosa e John Hillerman.

## Produzione
Il film, diretto da Walter Bannert su una sceneggiatura di Erich Tomek, fu prodotto da Karl Spiehs e Erich Tomek per K.S. Film e Lisa Film e girato in Germania e nella Gran Canaria, isole Canarie.

## Distribuzione
Il film fu distribuito in Germania Ovest nel 1989 al cinema dalla Tivoli e per l'home video dalla Starlight nel 1990. È stato poi pubblicato in DVD in Germania dalla Astro Distribution ne 2002. È stato distribuito anche negli Stati Uniti con il titolo Real Men Don't Eat Gummi Bears.